# Geney Gewog
Geney (Dzongkha: དགེ་བསྙེན་) ist einer von acht Gewogs (Blöcke) des Dzongkhags Thimphu in Westbhutan. 
Geney Gewog ist wiederum eingeteilt in fünf Chiwogs (Wahlkreise). Laut der Volkszählung von 2005 leben in diesem Gewog 918 Menschen auf einer Fläche von 144 km². Die Dörfer des Gewogs sind weit verstreut und meist weit entfernt von der Zubringerstraße zur Hauptverbindungsstraße zwischen Thimphu und Phuentsholing.
Der Gewog befindet sich im Süden des Thimphu-Distrikts und erstreckt sich über Höhenlagen zwischen 2013 und 4533 m. Er befindet sich in der gemäßigten Klimazone. Die Sommer sind warm mit schweren Regenfällen von Juni bis August, die Winter dagegen kalt.
Ihr Auskommen hat die Bevölkerung von Geney Gewog hauptsächlich durch Ackerbau und Viehzucht. Es werden Reis, Weizen, Gerste und Chili angebaut. Eine weitere Einnahmequelle ist der Verkauf von wild wachsenden Matsutake-Pilzen.
Es gibt eine Grundversorgungsstelle (BHU, Basic Health Unit) und eine Beratungsstelle (Outreach Clinic) zur medizinischen Versorgung
sowie eine Grundschule.
| Chiwog                              | Dörfer bzw. Weiler |
| ----------------------------------- | ------------------ |
| Tshochhenkha Zamtog མཚོ་ཆེན་ཁ་_ཟམ་ཏོག་ | Tshochhenkha       |
| Genyenkha དགེ་བསྙེན་ཁ་                 | Genyenkha          |
| Wangbama ཝང་བ་མ་                    | Wangbama           |
| Chizhi སྤྱི་གཞི་                        | Chizhi Goenpa      |
| Zhanglegkha ཟངས་ལེགས་ཁ་              | Zhanglegkha        |